# Imaginaire et inconscient

Imaginaire et inconscient, Études psychothérapiques est une revue française de psychanalyse. C'est la revue du GIREP (Groupe International du Rêve-Eveillé en Psychanalyse). 
Elle prolonge une revue du GIREP intitulée Études psychothérapiques. S'inspirant du travail de Robert Desoille sur le rêve-éveillé, elle couvre le champ de l’imaginaire en clinique psychologique et psychanalytique, en littérature, et dans le domaine des Arts.
Elle est éditée par L'Esprit du Temps et diffusée par PUF. Ses directeurs de rédaction sont Jean-Marie de Sinety et Sabine Fos-Falque.